# E-767 (航空機)
E-767早期警戒管制機
E-767 504号機
- 用途：警戒監視・情報収集・指揮管制
- 分類：早期警戒管制機（AWACS）
- 製造者：ボーイング社
- 運用者： 日本（航空自衛隊）
- 初飛行：1996年8月9日
- 生産数：4機
- 生産開始：1993年（1994年11月21日改修開始）
- 運用開始：1999年（1998年3月引渡し）
- 運用状況：2013年時で4機が作戦行動可能
- ユニットコスト：555億1,425万円（平均）
- 原型機：ボーイング767-200ER

E-767は、アメリカ合衆国の航空機メーカー、ボーイング社が開発した早期警戒管制機(AWACS)である。愛称は無いが、航空自衛隊のみが運用しているためアメリカ軍人からは「J-WACS」（ジェイワックス）と呼ばれている。

## 概要

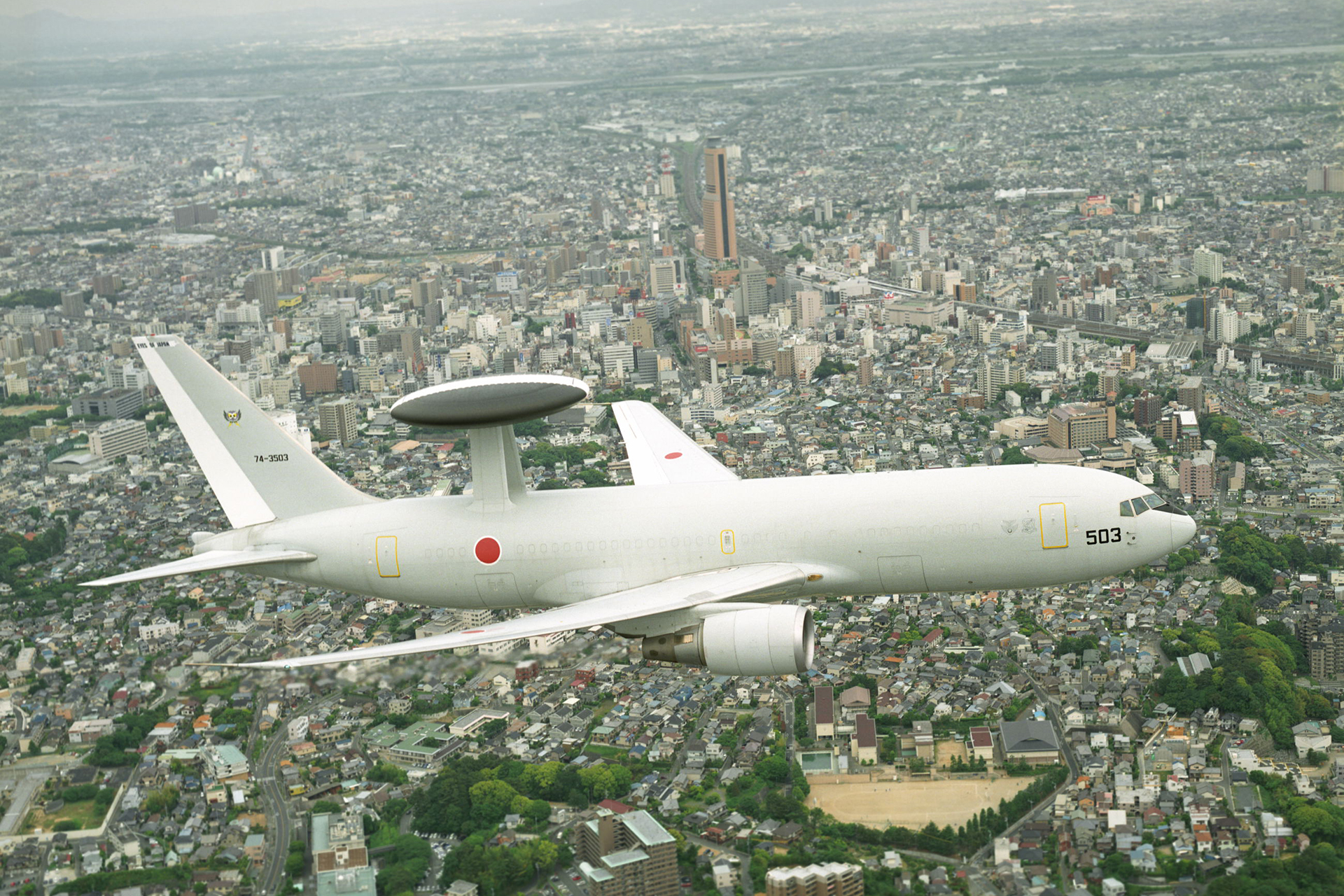
E-767 503号機

ボーイング767を開発母機とした初の軍用機で、同機にE-3 セントリーのシステムを移植する形で開発された。日本が早期警戒管制機(AWACS)の導入を決定した時点でE-3の製造母体であるボーイング707は既に製造終息（すなわち生産設備破棄）しており、よってE-3も新造不可能であった。代替としてボーイング社は日本に対しボーイング767を母機としたE-3後継機の「新規開発着手」を提案し受注した。以降、発注した国が製造国である米国も含め存在しないため本機を運用しているのは航空自衛隊のみとなっている。
開発当初、日本のみならず、韓国、台湾、オーストラリアの各国空軍もE-767に大きな関心を寄せ同機導入を前向きに検討していたが、1997年に発生したアジア通貨危機の影響で導入は見送られた。その後オーストラリア空軍と韓国空軍はより小型のE-737 AEW&C（のちのE-7）を採用することにしたため、2024年現在でE-767を保有しているのは日本のみである。ボーイング社はほかにアメリカ空軍からの受注も見込んでいたが、後にアメリカ空軍もE-7を採用している。
1998年から航空自衛隊への引き渡しが行われ、2000年より運用を開始した。航空自衛隊が初めて導入した早期警戒管制機でもあり、E-767と主力のF-15J/DJ戦闘機を組み合わせて運用することで、これまでに無い強力な防空体制を確立することができるようになった。
1機当たりのコストは約550億円で、2016年現在までに4機が製造されている。

## 導入経緯

### 早期警戒管制機の導入
航空自衛隊では1976年（昭和51年）9月6日のベレンコ中尉亡命事件においてMiG-25の進入を許すという防空体制の欠陥が発覚したことを契機として、地上の防空網を補うために上空からの警戒態勢の導入が検討され、早期警戒機の調達が計画された。

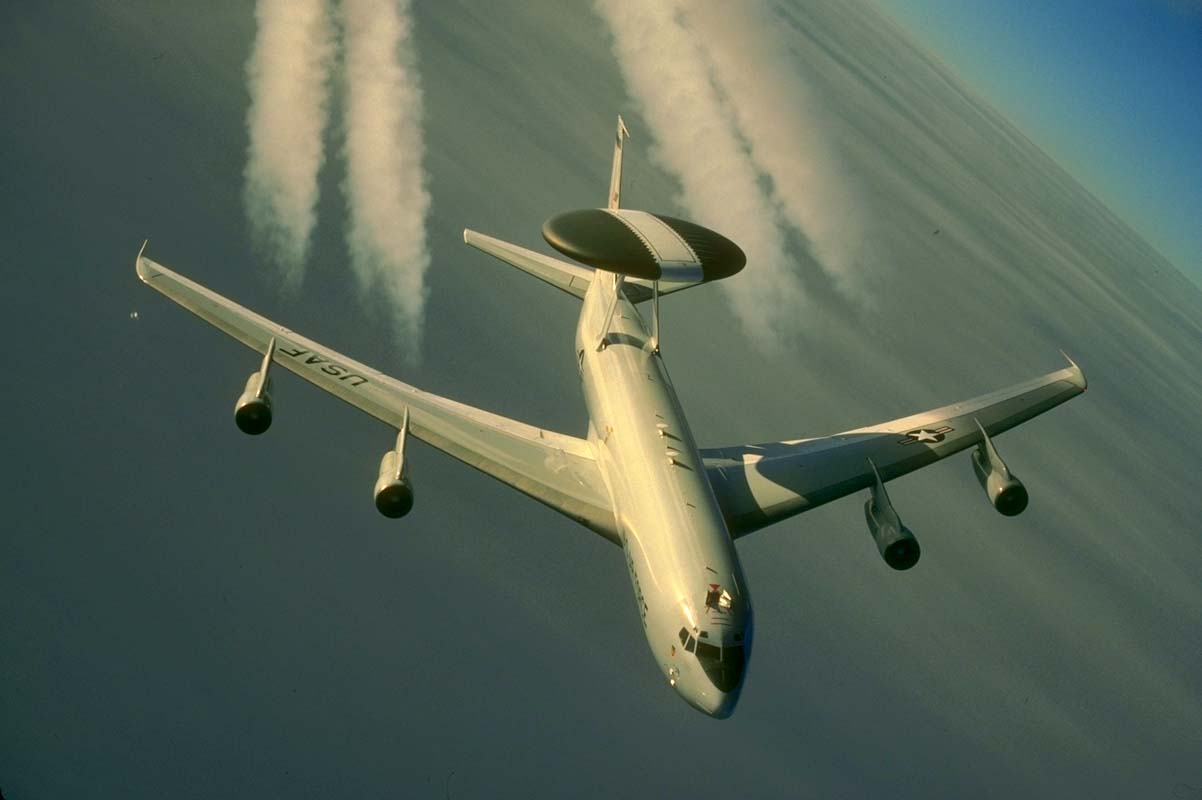
当時唯一の早期警戒管制機 E-3 セントリー

この早期警戒機の調達の際、実は航空自衛隊はすでに早期警戒管制機（AWACS）の導入を検討していた。当時の早期警戒管制機はE-3 セントリー以外になく、自衛隊内部でも早期警戒管制機と言えばE-3のことと解釈されていた。しかしE-3は当時はまだ開発したばかりの最新鋭機であり、アメリカが日本に輸出するとは到底考えられなかった。ちなみにE-3の開発が終了したのは1976年、つまりベレンコ中尉亡命事件があった年であった。仮に輸出そのものは承認されたとしても、アメリカ空軍への調達が最優先され、自衛隊のために生産ラインを割く余裕がないことも想像に難くなかった。このようにE-3を入手できるのが何年後になるかわからない状態にあって、一刻も早く早期警戒機を導入したい日本はすぐにある程度の数を揃えることができるE-2 ホークアイを調達することにしたのである。結果としてやむを得ない事情はあったものの、防衛庁（現在の防衛省）は早期警戒管制機は日本側の要求に合致しないと一旦判断を下していたのである。
このとき防衛庁は、『早期警戒機の導入について』という文書の中でE-3の導入を不適とする理由を次のとおりとしている。
1. （E-3は）本来、戦術統合作戦の指揮統制用のものであり作戦司令部戦闘指揮所等への代替機能を含むものであるため、低空侵入への対処という限定された運用要求を遙かに上回るものである。
2. 重量約150トンという大型ジェット機であるため、飛行場の施設等に大幅な改修を必要とする。
3. E-2CとE-3Aの単価を比較した場合、初度部品を含み、E-2Cは約86億円、E-3Aは約296億円で、E-3AはE-2Cに比較して遙かに高額である。

ところが防衛庁は早期警戒管制機の導入に関する検討をこの後も続けており、1992年（平成4年）12月16日に平成5年度予算概算要求の追加要求に関する文書で早期警戒管制機の必要性を次のとおりに述べている。
1. 専守防衛を旨とする我が国にとって、情報収集機能の一環として早期警戒監視機能の充実は有事・平時を問わず極めて重要。このため中期防衛力整備計画（平成3年度～平成7年度）において、早期警戒管制機を4機整備することとしている。
2. 早期警戒管制機は、その優れた航続性能及び警戒監視機能等により、広範な履域を有しており、計画的な哨戒等を実施できることで我が国周辺の海空域における情報収集に大きく寄与するものである。
3. また、ミサイル性能の向上等の航空軍事技術の趨勢（すうせい）から、相対的に脆弱性を増しつつある地上の警戒管制組織に加え、残存性の優れた空中警戒管制機能を保有することが求められている。

このように様々な紆余曲折をたどりながら、発端となった亡命事件から約20年の後、航空自衛隊は早期警戒管制機を導入することになったのである。

### 調達
1991年（平成3年）までは、一般の航空雑誌にも「航空自衛隊は、E-3 AWACSを装備する」とされており、予算が承認される直前まで防衛庁もE-3の導入を念頭に置いていたことがうかがえる。しかし、同じ年にE-3の母体となるボーイング707型機の生産が終了してしまったことから、防衛庁は平成4年度予算での発注をいったん見送った。翌1992年（平成4年）にボーイングが提案したボーイング767型機の改造機“767 AWACS”を採用することとし、平成5年度予算で2機（1,139億6,100万円、1機あたり569億8,000万円）、平成6年度予算で2機（1,080億9,600万円、1機あたり543億4,800万円）の計4機を発注した。
防衛庁の文書でも示されていたように、E-2Cは約86億円、E-3Aは約296億円であり、E-767はそれらよりもはるかに高額（E-2Cの約6倍、E-3の約2倍）であったが、当時の大蔵省（現在の財務省）は一切予算を削減せず、防衛庁の言い値で調達費を承認した。これには、極端な対米貿易黒字に悩む大蔵省の、日米貿易不均衡の是正を少しでも進めたいという意図が絡み、対米的な配慮も含む政治的な側面を含んでいる。
なおボーイング767の製造は、日本企業が全体の15パーセントを担当しているため、ただ購入するだけとなるボーイング707と違って、日本企業にも調達費の一部が還流されたことになる。
調達は2段階にわけて行われた。第1段階として日本国政府がボーイングからボーイング767型機を民間機として購入し、第2段階としてFMS（対外有償軍事援助）によってAWACSに改修された。FMSが必要なのは、AWACSとしてのシステム化、完成した機体のシステム・チェックなどには、アメリカ空軍の協力が必要であるためである。
実際の作業としては、まず、ワシントン州エバレットの工場で、基本となるボーイング767を製造する。完成した機体はカンザス州ウィチタにある改修センターに送られ、機体構造改修が行われる。再びワシントン州エバレットに戻され、ロートドームの装備などが行われた後、ワシントン州シアトルのボーイング・フィールドで飛行試験が行われた。この作業が終わった段階で、伊藤忠商事を通じて航空自衛隊に引き渡しとなった。
ここからはFMSであり、機体はアメリカ軍に渡されミッション機材の設置と試験が行われた。最終飛行試験は再びボーイング・フィールドで行われ、最終引き渡し形態として航空自衛隊に納入された。

### 配備
1号機は767本体が1994年（平成6年）10月4日に初飛行、レーダーシステムを搭載した完成機体が1996年（平成8年）8月9日に初飛行し、1998年（平成10年）3月に航空自衛隊へ納入された。同年4月に浜松基地に導入した、E-767は航空開発実験集団隷下飛行開発実験団で「E-767運用試験隊」を編成し、約1年にわたる運用試験を経て4機のE-767は1999年（平成11年）3月に警戒航空隊第601飛行隊に配備され、新たに第2飛行班を新編し、警戒航空隊の空中警戒管制隊配属の隊員によって運用されることになった。
2005年（平成17年）3月31日より第601飛行隊・第1飛行班と第2飛行班の両者は統合され、E-767は警戒航空隊・飛行警戒管制隊（浜松基地）での運用となった（E-2Cは警戒航空隊・飛行警戒監視隊で三沢のまま）。浜松基地は、一度はE-3が不適と判断された理由のひとつにも挙がっていた施設等の改修が必要となり、全備重量170tを超えるE-767を受け入れるために滑走路を補強している。また、IRANと呼ばれる2-3年に一度のオーバーホールや航空自衛隊で処置できない機体修理は川崎重工業が担当しており、岐阜基地に隣接する川崎重工業岐阜工場（航空宇宙システムカンパニー）で行われる。
2014年4月20日の組織改変により飛行警戒管制隊は第602飛行隊に改編され、E-767は引き続き第602飛行隊で運用されている。

## 機体
E-767の特徴について次に述べる。本機に関しては旅客機ベースであるため外装に関連する情報は豊富だが、警戒監視、情報収集及び指揮管制という任務の性質上の理由から機密情報が極めて多く、機体内部に関する情報は非常に乏しい。

### ベース機体

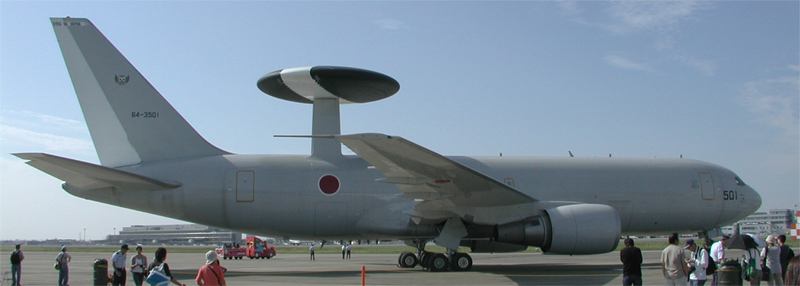
E-767 64-3501（#501号機）
767ベースの為、707ベースのE-3 セントリーよりも胴体が太いが外寸はほぼ同じである

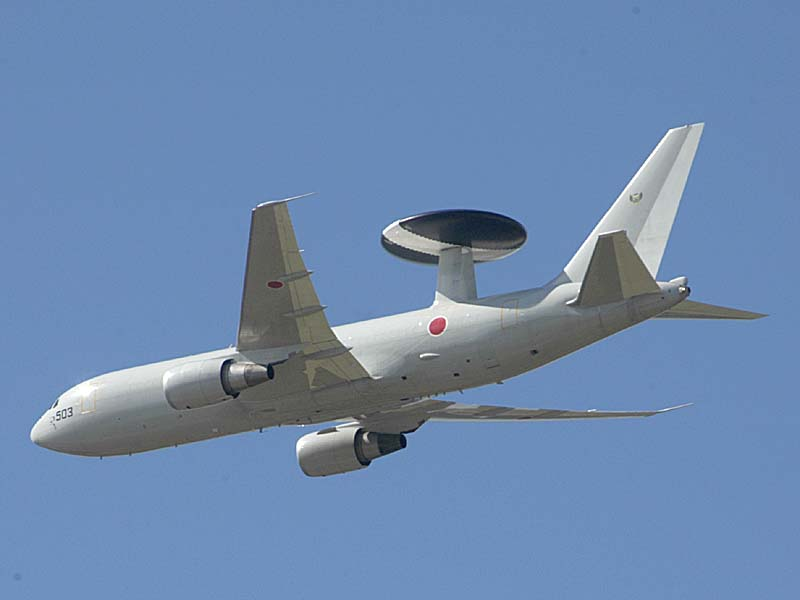
74-3503（3号機：503号機）

機体はボーイング767-200ERをベースにしており、ボーイング方式の詳細な形式（カスタマーコード）では「ボーイング767-27C/ERの改造機」という位置づけになる。形式に含まれる「7C」は日本政府が顧客であることを示す。ボーイング707をベースとしているE-3と比べてキャビンの床面積が約1.54倍（E-3 = 1,080 ft2、E-767 = 1,667 ft2）、容積が約2.1倍（E-3 = 7,190 ft3、E-767 = 15,121 ft3）であるため機内の移動も容易で居住性は良いとされる。
機体内部の機器群は機体前方に集められているため、機体後方は乗員の休憩又は長時間ミッションのための交代要員の控え室として使用でき、ギャレーやラバトリー（トイレ）もある。なお、ラバトリーは操縦席後方左舷にも設置されており、計2カ所となっている。

### 外見的特徴
胴体と翼はベース機とほぼ同じであるが、胴体側面の窓が全て塞がれている。これは、キャビン内部は電子機器類で占められているため旅客機のような窓は必要ないことと、自身のレーダーをはじめとする各種の無線設備が発射する強烈な電磁波から電子機器と乗員を防護するためである。
また、胴体上部に円盤型の直径9.14m、厚さ1.83mのロートドームが装備されている点が大きな特徴である。ボーイングは当初、ベントラルフィンを装備することを検討していたが、ロートドームの装備による空力変化は軽微と判断され、装備されなかった。
胴体の長軸に沿って胴体上下に無数のUHF及びVHF通信用ブレードアンテナが配置されている。また、両主翼端に機体後方へ突き出した棒状のHF通信用プローブアンテナが配置されている。他には、JTIDS（統合戦術情報伝達システム）アンテナが機首レドーム内と胴体尾部上部にコブの様に設置されているフェアリング内にある。
なお、E-3 セントリーは片翼に2基ずつ、両翼で4発のエンジンを搭載するが、E-767はベース機と同じく片翼に1基ずつ、両翼で2基である。
塗装は胴体と翼は海上自衛隊のP-3Cと同じく灰色単色の低視認塗装だが、ロートドームは黒と白の2色塗り分けとしている。

### エンジン
エンジンは、ベース機にも搭載されるゼネラル・エレクトリックの高バイパス比ターボファンエンジンCF6-C80C2の仕様変更モデルCF6-80C2B6FAが採用された。主な変更点は高出力のレーダーと機体内部の機器群の電力をまかなうために、各エンジンの発電機が通常は90kVA・1基から150kVA・2基に換装されている。これによって両翼エンジンの発電力は合計180kVAから600kVAに引き上げられた。これに、APUの発電力90kVAを合計すると総発電力は690kVAとなる。
航空自衛隊ではCF6-80C2系のエンジンをKC-767、C-2、初代日本国政府専用機（ボーイング747-400）などに採用している。

### ロートドーム
ロートドームは、警戒監視中では毎分6回転（10秒/回転、毎秒36度）で回転しており、360度全周にわたってレーダーの電波を放射している。電波を放射しない離着陸時など警戒監視中以外では、ロートドームの基部にある軸受けにオイルを循環させるために毎分1/4回転（4分/回転、毎秒1.5度）で回転している。
ロートドーム内にはAN/APY-2のレーダー・アンテナとそれと背中合わせにMk.XII敵味方識別装置（IFF）のアンテナが納められている。したがって、レーダー・アンテナからの電波とIFFの質問信号はちょうど180度反対の方向に放射されることになる。また、レーダー・アンテナはフェイズド・アレイ方式であり、機体の傾きを検出して走査を自動的に補正する機能を備えている。
同様のロートドームを搭載しているE-3の開発中、このロートドームは抗力となって飛行に影響を与えるのではないかと考えられていたが、独特の形状のためにむしろ揚力を発生し、巡航速度と航続距離の低下を最小限にできたと言われている。
なお、ロートドームから放射される電波は非常に強力であるため、自衛隊の飛行場であっても駐機中には管轄省庁の許可なく電波を放射することは法令により禁止されている。

### レーダーシステム
レーダーシステムはE-3最終型と同様のウェスティングハウスAN/APY-2が搭載されている。これは他機の方位、距離、高度を同時に測定できる3次元レーダーで、同社のAN/APY-1と比べて洋上監視能力が強化されている。AN/APY-1及び-2はともにパルス・ドップラー・レーダーであり、前出の探知諸元のほかに速度も測定できる。また、AN/APY-2は自由に設定を変更できるマルチ・モード・レーダーであり、他のレーダーではその能力を制限されてしまうグラウンド・クラッター及びシー・クラッターを排除し、空中及び水上の目標を分離できる。クラッターとは、レーダーから送り出された電波が地表面や海水面に反射してしまうこと。通常のレーダーでは、上空から低空を飛行している航空機を監視しようとしても、航空機からの反射波が大量のクラッターに埋もれてしまう。特に波の高い海面のシー・クラッターは深刻である。
E-3の初期型に搭載されていたAN/APY-1も空対空監視ではAN/APY-2と同等の能力を有しているが、洋上監視に強いAN/APY-2は国土が海で囲まれている航空自衛隊にとって大変好都合である。
国内における整備は東芝が主担当となっている。

### 電子装備

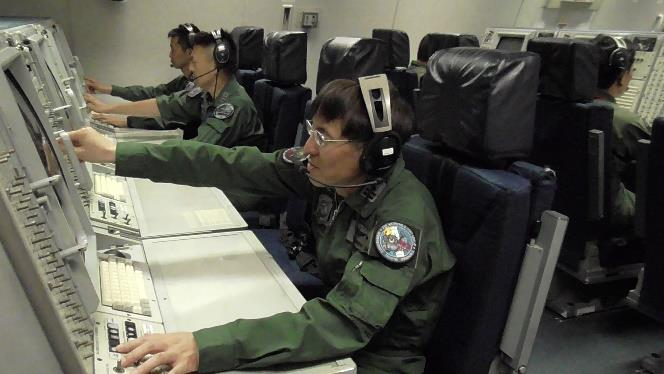
E-767の機内

レーダーで獲得した情報はE-3ブロック30/35準拠CC-2E中央コンピューターによって処理され、14台ある状況表示コンソールに表示される。他に敵味方識別装置、戦術データ・リンク装置、航法装置が設置されている。なお、将来のアップデートにも対応できるように、機内は余裕を持たせて機器群を配置し、機体後部の15,000lb（約6,800kg）もあるロートドームとのバランスをとるために機体前方に集められている。

### 武装
警戒監視が主任務であるため固定武装はなく、ハードポイントが無いため外部兵装も装備できない。
フレアやチャフなどデコイを放出するディスペンサーは外部から確認できず装備していないとされる。

### その他
将来的に空中給油に対応させるため、製造段階で配管などが準備されており、プローブの取り付けなど簡単な改修によって空中給油が可能となる。

## 改修
2005年（平成17年）、2006年（平成18年）、2007年（平成19年）、2009年（平成21年）、2010年（平成22年）度に「早期警戒管制機（E-767）レーダー機能の向上」として改修予算が認められている。これはE-3のRSIP改修に準ずるもので改修内容は、配電盤と配線の改良、レーダー用コンピューターの換装、アンテナ部改良、送信出力制御装置と機材保護装置の改良、機上レーダー整備員用コンソールの改良である。この改修により、探知距離の延伸や、識別能力の向上、統合戦術情報伝達システム（JTIDS）のリンク16を搭載したF-15J近代化改修機との連携が可能になり、巡航ミサイルへの対処も可能になる。RSIP改修機は2010年までに改修を終えており、2011年から運用を開始している。
2013年（平成25年）度には「早期警戒管制機（E-767）の能力向上」として、中央演算装置の換装・電子戦支援装置の搭載を主軸とした改修予算が認められている。これはE-3のブロック40/45に準ずる改修で、アメリカ国防安全保障協力局が2013年9月に明らかにしたところでは、改修の総予算は約9億5000万ドルとなる予定で、改修内容には電子式位置検索システム(ESM=Electronic Support Measure System)×4基、AN/UPX-40 次世代敵味方識別装置×8基、AN/APX-119 敵味方識別トランスポンダ×8基、KIV-77 暗号コンピュータ×4基などが含まれる。2014年（平成26年）と2015年（平成27年）度には同名目で先行的に部品の調達予算のみが計上されている。2020年6月に改修を完了予定。
2018年2月12日、アメリカ合衆国国防総省は、6,090万ドルの契約でミッションコンピューターのアップグレードのインストールおよび関連する地上システムのチェックアウト作業がテキサス州サンアントニオ、オクラホマ州オクラホマシティ、ワシントン州シアトルで行われ、2022年12月31日までに完了する予定と発表した。

## 仕様
出典: 月刊エアワールド1998年4月号別冊『空中警戒管制機 AWACS/E-767&E-3』,特に注がないものはThe Boeing Company公式ページ 767 AWACS Specificationsより。.

### 諸元
- 乗員：操縦士2名、機器操作員19名
- 全長：48.51m（159ft2in）
- 全高：15.85m（52ft）
- 翼幅：47.57m（156ft1in）
- 翼面積：283.3m2（3,050ft2）[25]
- 水平尾翼幅：18.62m（61ft1in）[25]
- ホイールベース：19.69m（64ft7in）[25]
- ロートドーム直径：9.14m（30ft）
- ロートドーム厚：1.83m（6ft）
- 空虚重量：132,903kg（293,000lb）（推定）[26]
- 最大着陸重量：144,242kg（318,000lb）（推定）[26]
- 最大離陸重量：174,635kg（385,000lb）
- 動力：GE CF6-80C2B6FA ターボファン, 273.6 kN（27,900kg）（61,500lb）×2
- 燃料容量：91,378L（24,140gal）（推定）[27]

### 性能
- 最大速度：800km/h以上（432kt以上）
- 巡航速度：722km/h (390kt）
- 航続距離：10,370km（5,600nm）
- 実用上昇限度：10,360m-12,222m（34,000ft-40,100ft）
- 連続警戒滞空時間
  - 進出半径1,000nm：9.25時間
  - 進出半径300nm：13時間

### 武装
- 搭載不可

## 機体番号
現在、E-767は世界で4機しか存在しない。機体は4機ともほぼ同じであるが、1号機と2号機のみコックピットに第2監視員席（民間の767で言うところの第2オブザーバ席）が追加されている。
機体番号の左端の1桁は機体が完成した年（年度ではない）の西暦の下1桁を示している。1号機と2号機は1996年、3号機は1997年、4号機は1998年に完成したことがわかる。3号機と4号機は両方とも1997年に完成する予定であったが、会社のストライキにより3号機の完成が遅れ、1997年末に完成したため、年をまたいで4号機が1998年の前半に完成した。
- 64-3501
E-767 1号機（501号機）第2監視員席あり
- 64-3502
E-767 2号機（502号機）第2監視員席あり
- 74-3503
E-767 3号機（503号機）
- 84-3504
E-767 4号機（504号機）

## 登場作品

### アニメ・漫画
『SHIROBAKO』
テレビシリーズ後半に登場。劇中劇『第三飛行少女隊』製作のために浜松広報館へと取材で訪れた主人公らの背景の浜松基地内にてタキシングしている。
『Z/X IGNITION』
第1話に防衛隊のAWACSとして登場。神戸市上空を飛行し、市内の被害状況を報告する。
『オメガ7』
Vol.5で尖閣諸島へ侵攻する中国海軍の艦隊を探知する。
『空母いぶき』
航空自衛隊所属機が登場。中国に占領された先島諸島海域で哨戒行動中に海域に入る中国海軍空母「広東」を探知する。

### 小説
『Op.ローズダスト』
航空自衛隊所属機が登場。テロリストが東京に仕掛けたT-Pexの捜索を行う。
『空の中』
航空自衛隊所属機が登場。白鯨の合流作戦の支援を行う。
『中国完全包囲作戦』（文庫名：『中国軍壊滅大作戦』）
対馬上空で待機し、統一朝鮮空軍のF-15KとKF-16の出撃を探知する。
『日米開戦』
作中に日本人から見たら珍妙な「神」という愛称で登場。着陸時に強力な光源でパイロットを失明させられ墜落している。
『日本国召喚』
第2巻と第3巻に航空自衛隊所属機が登場。パーパルディア皇国艦隊への対艦攻撃を行うF-2を支援するほか、パーパルディア皇国本土への空爆作戦にも支援に投入されている。

### ゲーム
『ARMA 2』
個人のブログ上で配布されているアドオンを利用すれば使用できるようになる。ただし、飛行させることしかできず、レーダーなどは飾りでしかない。
『エースコンバットシリーズ』
『エースコンバット3』を除く各作品に登場するが、『エースコンバット』では特に特徴の無い大型の敵機として登場するため、以下の説明は『エースコンバット2』以降に登場する機体についてのものが主である。
味方機としては、プレイヤーに様々な指示やアドバイスをもたらしてくれる早期警戒管制機として登場するが、ほぼ音声（とテロップ）のみでゲーム画面に機体はほとんど出てこない。敵機としては、戦闘空域の広範にわたって電波妨害（ECM）をかけ、プレイヤーが搭乗する機体のレーダーを攪乱する電子戦機として登場することが多い。
なお、実際のE-767には電波妨害能力はなく、ECMポッドの搭載能力もない。また、戦闘空域の直上を飛行すると戦闘機の恰好の的となり、容易に撃墜されてしまうため、通常は自軍の防空識別圏あるいは制空権を掌握している（航空優勢の）空域を飛行する。
『エースコンバット04』
ISAF空軍所属のAWACS「スカイアイ」（Sky Eye：空の目）として登場し、プレイヤーをサポートする。ゲーム内では最終ミッション時に初めてその姿を見せる。敵対するエルジア空軍においては、プレイヤーを妨害する電子戦機として登場する。ただし一部ミッションでは妨害を行わず、ただ飛行しているだけの場合もある。
『エースコンバット5』
オーシア空軍所属のAWACS「サンダーヘッド」（Thunder Head：積乱雲）およびユークトバニア空軍所属のAWACS「オーカ・ニエーバ」（Oka Nieba：ユークトバニア語。オーシア語ではSky Eye：空の目の意）として登場し、プレイヤーをサポートする。敵対するユークトバニア・ベルカ両空軍においては、プレイヤーを妨害する電子戦機として登場する。アーケードモードでは『エースコンバット04』から引き続いて「スカイアイ」が登場し、プレイヤーをサポートする。
『エースコンバットZERO』
ウスティオ空軍所属のAWACS「イーグルアイ」（Eagle Eye：鷲の目、鋭い眼力）として登場する。他作品のAWACSとは異なり黒色系の塗装が施されているのが特徴。最後のミッション「ZERO」にて敵機を撃墜後にミッション中に発射されたV2ミサイルが空中爆発する際に僅かな間だがE-767の姿が登場する。
『エースコンバット6』
エメリア空軍所属のAWACS「ゴーストアイ」（Ghost Eye：幽霊の目）として登場するほか、電子支援機「スネークピット」、および敵電子支援機として登場する。ゴーストアイはムービーパートで数回登場し、電子支援機として登場するE-767は戦闘空域直上を堂々と飛行する。スネークピットは特定ステージで登場し、支援要請を行うとプレイヤーの援護に駆けつけ、電子支援を行う。電子支援機には直接的な攻撃能力はないが、周囲の味方の戦闘能力がアップする（ミサイルの追尾性能が向上する、など）。
『エースコンバットX』
AWACSとしては登場する機会が無く、特定ステージで対潜哨戒機として登場する。戦闘空域の直上に堂々と出現する。また、撃墜すると新たなパーツを購入可能になる特殊な敵機として、特定ステージで発見しにくい場所を飛んでいる。
『エースコンバットX2』
マーティネズ・セキュリティー社所属のAWACS「カノープス」として登場する。他作品のAWACSは基本的に戦闘空域外を飛行しているため滅多に姿を表すことはないが、カノープスは冒頭から戦闘空域内を飛行するなど、登場機会が多い。また、カノープスではないE-767が、特定ステージで敵機として出現する。
『エースコンバット3D』
ユージア同盟空軍所属のAWACS「キーノート」（Keynote：基調）として登場する。機体そのものは最終ミッション終了時に姿を見せる。敵対するクーデター軍においては、プレイヤーを妨害する電子戦機として登場する。
『エースコンバット7』
VRモードとキャンペーンモードに登場。VRモードではIUN-PKF（IUN国際停戦監視軍）所属のAWACS「スカイアイ」（Sky Eye：空の目）として登場する。これはACE4のAWACSと同じと言われている。キャンペーンモードでは「スカイキーパー」「バンドッグ」「ロングキャスター」の三人が登場する。

『大戦略シリーズ』
日本の生産ユニットで早期警戒管制機として登場する。シナリオによっては現代大戦略シリーズでも登場することがある。なお、作中では監視能力においてE-3と違いはない。
『トムクランシーズ H.A.W.X.』
アメリカ空軍のAWACS「シタデル」、航空自衛隊のAWACS「ソーへー」、アルテミス社のAWACS「オラクル」がそれぞれ登場する。
『ぼくは航空管制官2』
E-767のホームベースである浜松基地から飛び立ち、中部国際空港（セントレア空港）上空を反時計周りで旋回、岐阜基地に着陸する。管制官として、レーダー誘導、タワー（飛行場管制）への管制移管（ハンドオフ）の指示を出せる。